# American Idol (11. évad)
Az American Idol tizenegyedik évada 2012. január 18-án indult az amerikai FOX tv-csatornán. A műsor szerdánként, illetve csütörtökönként kerül adásba Észak-Amerikai idő szerint este 8 órakor. A show műsorvezetője csakúgy, mint az előző évadban Ryan Seacrest és az előző évadhoz képest a zsűri sem változott. Név szerint Randy Jackson, Steven Tyler és Jennifer Lopez. Az előzetes tervek szerint nem lesznek lényeges vázoltatások a tizedik évadhoz képest. A show formátumában valóban nem változott, azonban a főcímben némi változtatás megfigyelhető.

## Válogatók
A válogatások az alábbi helyszíneken zajlottak:
| Adásba kerülés dátuma                        | Meghallgatás helyszíne                       | Meghallgatás dátuma                          | Meghallgatás                                 | Válogató dátuma                              | Válogató helyszíne                           | Továbbjutók száma |
| -------------------------------------------- | -------------------------------------------- | -------------------------------------------- | -------------------------------------------- | -------------------------------------------- | -------------------------------------------- | ----------------- |
| 2012. január 18.                             | North Charleston, Dél-Karolina               | 2011. július 22.                             | North Charleston Coliseum                    | 2011. augusztus 17-18.                       | Hyatt Regency, Savannah, Georgia             | 42                |
| 2012. január 19.                             | Pittsburgh, Pennsylvania                     | 2011. július 15.                             | Heinz Field                                  | 2011. szeptember 28-19.                      | David L. Lawrence Convention Center          | 38                |
| 2012. január 22.                             | San Diego, Kalifornia                        | 2011. július 8.                              | Petco Park                                   | 2011. október 9-10.                          | USS Midway repülőgép-hordozó                 | 53                |
| 2012. január 25.                             | Denver, Colorado                             | 2011. július 29.                             | Invesco Field                                | 2011. október 5-6.                           | Doerr-Hosier Center, Aspen                   | 31                |
| 2012. január 26.                             | Houston, Texas                               | 2011. augusztus 26.                          | Reliant Arena                                | 2011. augusztus 30-31.                       | Galveston Island Convention Center           | 54                |
| 2012. február 1.                             | Portland, Oregon                             | 2011. július 2.                              | Rose Garden                                  | 2011. október 1-2.                           | Red Lion Hotel                               | 45                |
| 2012. február 2.                             | Saint Louis, Missouri                        | 2011. június 28.                             | Scottrade Center                             | 2011. szeptember 2-3.                        | Hilton St. Louis at the Ballpark             | 64                |
| –                                            | East Rutherford, New Jersey                  | 2011. szeptember 22.                         | IZOD Center                                  | 2011. szeptember 24-25.                      | –                                            | –                 |
| Az összes Hollywoodba jutott versenyző száma | Az összes Hollywoodba jutott versenyző száma | Az összes Hollywoodba jutott versenyző száma | Az összes Hollywoodba jutott versenyző száma | Az összes Hollywoodba jutott versenyző száma | Az összes Hollywoodba jutott versenyző száma | 300               |

A New Jersey-ben zajlott válogató a műsor sugárzásának változása miatt nem került adásba.

## Hollywood hét
A műsor úgynevezett „Hollywood round”-ját Kaliforniában, Pasadenában rendezték meg 2011. december 12-én.